# 巴加奇夫卡 (克里韋奧澤羅區)
47°58′46.67″N 30°33′05.76″E / 47.9796306°N 30.5516000°E
巴加奇夫卡（烏克蘭語：Багачівка），是烏克蘭的村落，位於該國南部尼古拉耶夫州，由克里韋奧澤羅區負責管轄，面積1.76平方公里，海拔高度138米，2001年人口845，人口密度每平方公里480.1人。